# 利索克 (亞沃里夫區)
49°58′6″N 23°21′22″E / 49.96833°N 23.35611°E
利索克（烏克蘭語：Лісок），是烏克蘭的村落，位於該國西部利沃夫州，由亞沃里夫區負責管轄，始建於1021年，面積1.71平方公里，海拔高度226米，2001年人口260，人口密度每平方公里152.14人。